# Two and Two Make Six
Two and Two Make Six (Dois e Dois Igual a Seis (título em Portugal) ) é um filme britânico de 1962, dirigido por Freddie Francis. É estrelado por George Chakiris e Janette Scott.

## Elenco
- George Chakiris ... Larry Currado
- Janette Scott ... Irene
- Alfred Lynch ... Thomas 'Tom' Ernest Bennett
- Jocelyn Lane ... Julie Matthews
- Athene Seyler ... Aunt Phoebe Tonks
- Bernard Braden ... Sargento Sokolow
- Malcolm Keen ... Harry Stoneham
- Ambrosine Phillpotts ... Lady Smith-Adams
- Jack MacGowran
- Robert Ayres ... Coronel Robert Thompson
- Edward Evans ... Mack
- Harry Locke ... Ted
- Jeremy Lloyd
- Marianne Stone